# Plantec
Plantec est un groupe de musique bretonne français, de musique celtique, originaire de Bretagne. Il est formé en 2001 par deux frères, Yannick et Odran Plantec, en 2002. La musique est à la fois traditionnelle, rock et électro, puisque Plantec compose des mélodies d'inspiration traditionnelles jouées à la bombarde, auxquelles il applique un traitement utilisant des guitares et des programmations techno. Ses textes sont en breton et la plupart des mélodies se prêtent à la danse bretonne.

## Biographie

### Débuts des frères Plantec (2001—2002)
À respectivement quatorze et seize ans, Odran et Yannick jouent en fest-noz au sein de Displann, un groupe de lycée. En 2001, le duo joue sous le nom de Frères Plantec. Leur premier album, un EP enregistré en live, est produit par BNC Productions.

### Du trad-rock à l'electro celtique (2003—2008)

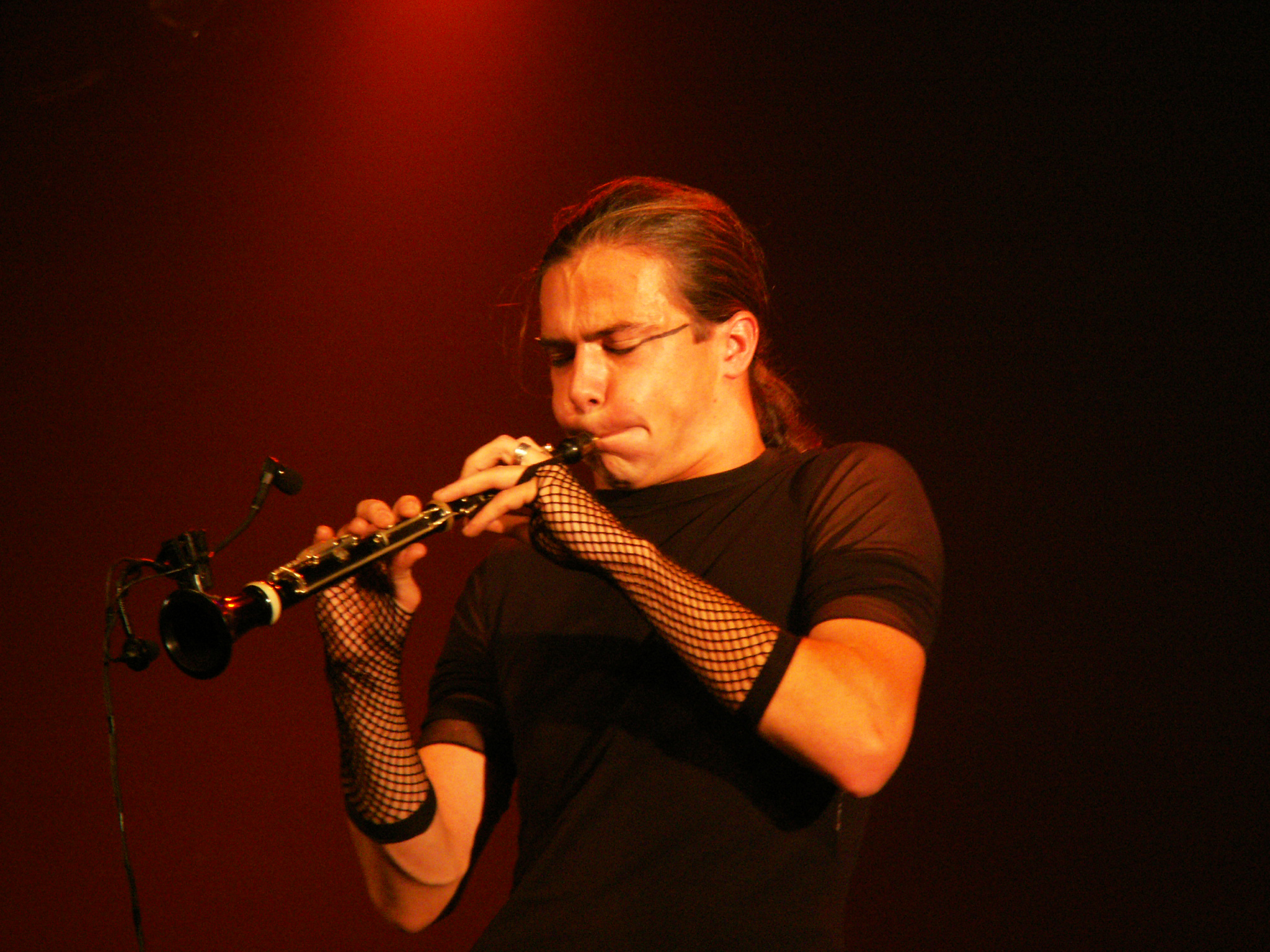
Odran Plantec au Yaouank 2008.

Le groupe Plantec prend forme en 2003 lors de la rencontre avec Nicolas Le Millier (binioù) et Christophe Hellec (basse). La formation adopte un style métissant musique traditionnelle bretonne et musique actuelle aux accents rock. En mai 2004, ils sortent leur premier album Reverzhi (« marée d'équinoxe »). Produit par Créon Music et distribué par EMI Music, l'enregistrement des dix morceaux originaux est coordonné par le guitariste Pat O'May et Hervé Le Lu (Carré Manchot). Le groupe se produit notamment à Paris au festival Villes des musiques du monde.
En 2005, le quatuor éprouve le besoin d'intégrer un instrument rythmique et rencontre Marc Gauvin, alias M-Kanik, aux machines. S'ensuit en juin 2006 l'album éponyme Plantec, bien accueilli par la presse nationale et le public breton, s'écoulant à 10 000 exemplaires. Yannick Plantec chante pour la première fois dans un morceau, Tant d'aime, qui raconte l'accident qui l'a conduit trois semaines dans le coma deux ans auparavant. Plantec est à l'affiche de festivals bretons comme l'interceltique de Lorient, Toul-an-Chy en première partie de Johnny Clegg, la Fête de l'Humanité à Lanester.
En 2007, Mael Lhopiteau intègre le groupe au chant et à la harpe celtique. Ils réalisent ensemble l'album A-Raok (« avant »), qui marque le début d'une ouverture musicale. Plantec se produit sur diverses scènes, tels que la première partie de The Rakes au Stade de France, le festival en Othe, et le festival Métis à Saint-Denis, entre autres. À la suite de cette tournée ils sortent un album live CD-DVD enregistré en novembre 2008 au festival Yaouank de Rennes. Christophe Hellec quitte le groupe fin 2008.

### Succès à l'international (2009—2019)

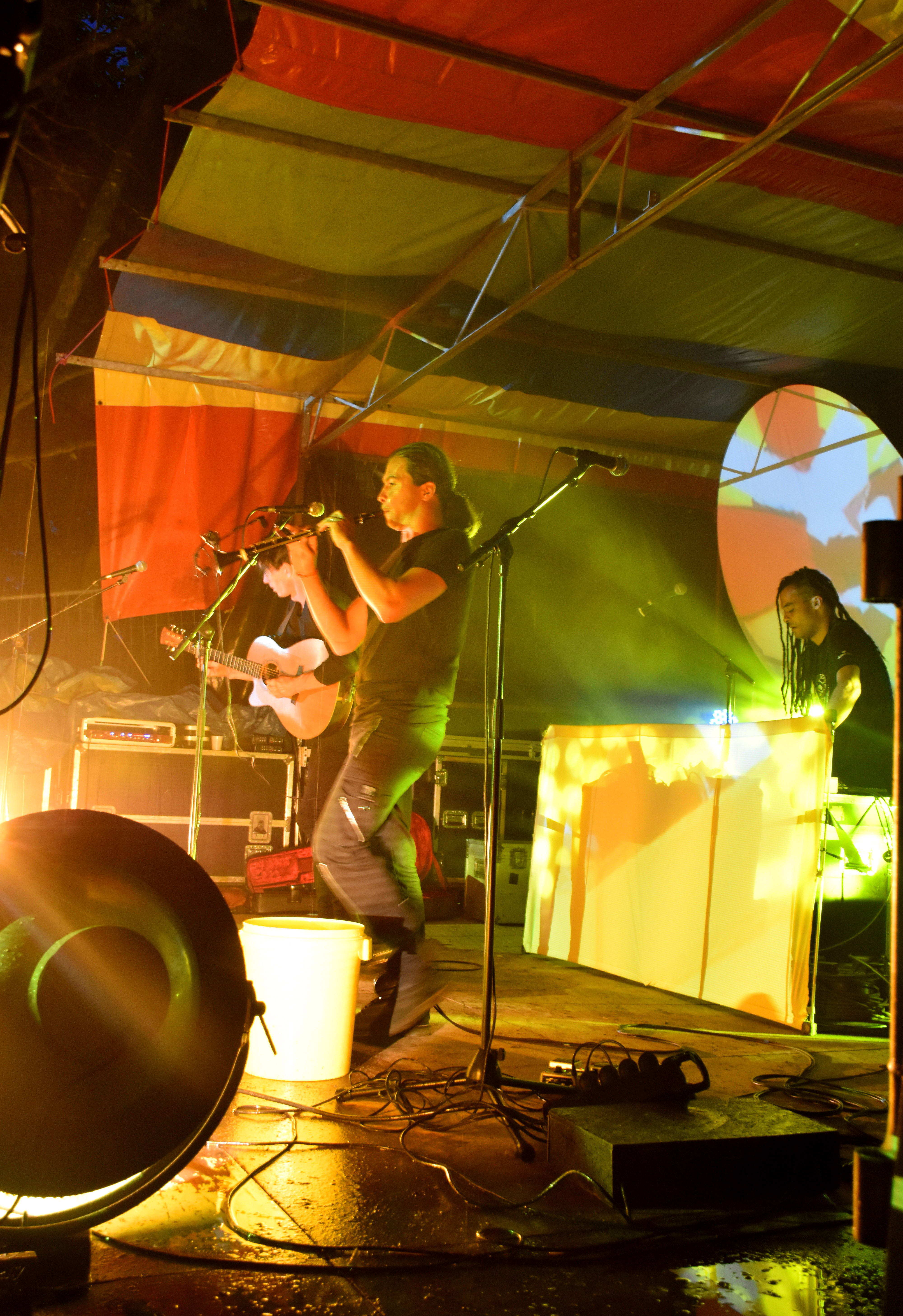
Plantec à Landévant, été 2019, sous une pluie battante.

C'est lors d'un concert à Istres en mars 2008 que Plantec met en place le projet d'enregistrer un nouveau disque sur le thème du métissage entre les légendes bretonnes ancestrales et un univers urbain et contemporain. Yvon Molard et Kevin Toublant rejoignent Plantec à la batterie et à la basse pour la création de ce nouvel opus baptisé Mekanik (« machine »). Plantec enregistre à Lorient et se rend ensuite à Pobiedna[Lequel ?] (Pologne) pour mixer le disque au Saraswati Studio avec Roli Mosimann, réalisateur et producteur ayant collaboré avec Björk, The Young Gods, The The, New Order ou Celtic Frost. Mekanik, album le plus rock du groupe, dirige la formation vers une tournée de près de quatre-vingt concerts, festoù-noz et festivals, dont le festival des Fnac Indétendances aux côtés d'Alan Stivell.
En 2011, le groupe devient un trio, avec l'arrivée de Gabriel N'Dombi, alias DjiBriL, aux machines afin de produire un album electro celtique. L'album Awen (l'inspiration artistique en breton et gallois) sort en juin 2012 et reçoit de bonnes critiques dans les médias français (Rock & Folk, France Inter, France Bleu) et étrangers (Celtic Life). Instrumentales, les danses se succèdent avec une énergie rock et des thèmes imagés : Naoned e Breizh pour la réunification, Hep Harz pour la liberté, For Free pour le retour de Free Bronkhorst.
En septembre 2013, le trio se produit au Without Borders Festival en Bulgarie. Cette prestation séduit l'agence Frusion qui leur organise une tournée dans les festivals en Angleterre, Écosse, Autriche, Hongrie… Début 2015, Plantec conclut une tournée de 60 dates à travers l'Europe (Finlande, Belgique, République tchèque…).

### Hironaat(depuis 2020)
En février 2020, ils sortent l'album Hironaat, avant la pandémie de Covid-19, ils présentent la création Hironaat avec des invités, Japonais, Finlandais, Burkinabés, Bretons lors du Festival Roue Waroch. En février 2022, le groupe annonce une tournée d'environ 60 dates en Bretagne, France, Belgique, Les Pays-Bas, Italie, Macédoine du Nord.

## Membres

### Membres actuels
- Yannick Plantec — guitares (depuis 2001)
- Odran Plantec — bombardes, shehnai (depuis 2001)
- DjiBriL (Gabriel N'Dombi) — programmations, claviers (depuis 2011)

### Anciens membres
- Nicolas Le Millier — binioù, flûtes, uillean pipes (2003—2011)
- Christophe Hellec — basse (2003—2008)
- Maël Lhopiteau — voix, harpe celtique (2007—2011)
- Marc Gauvin — programmations, claviers (2005—2011)
- Kevin Toublant — basse (2009—2011)
- Yvon Molard — batterie (2009—2011)

### Galerie

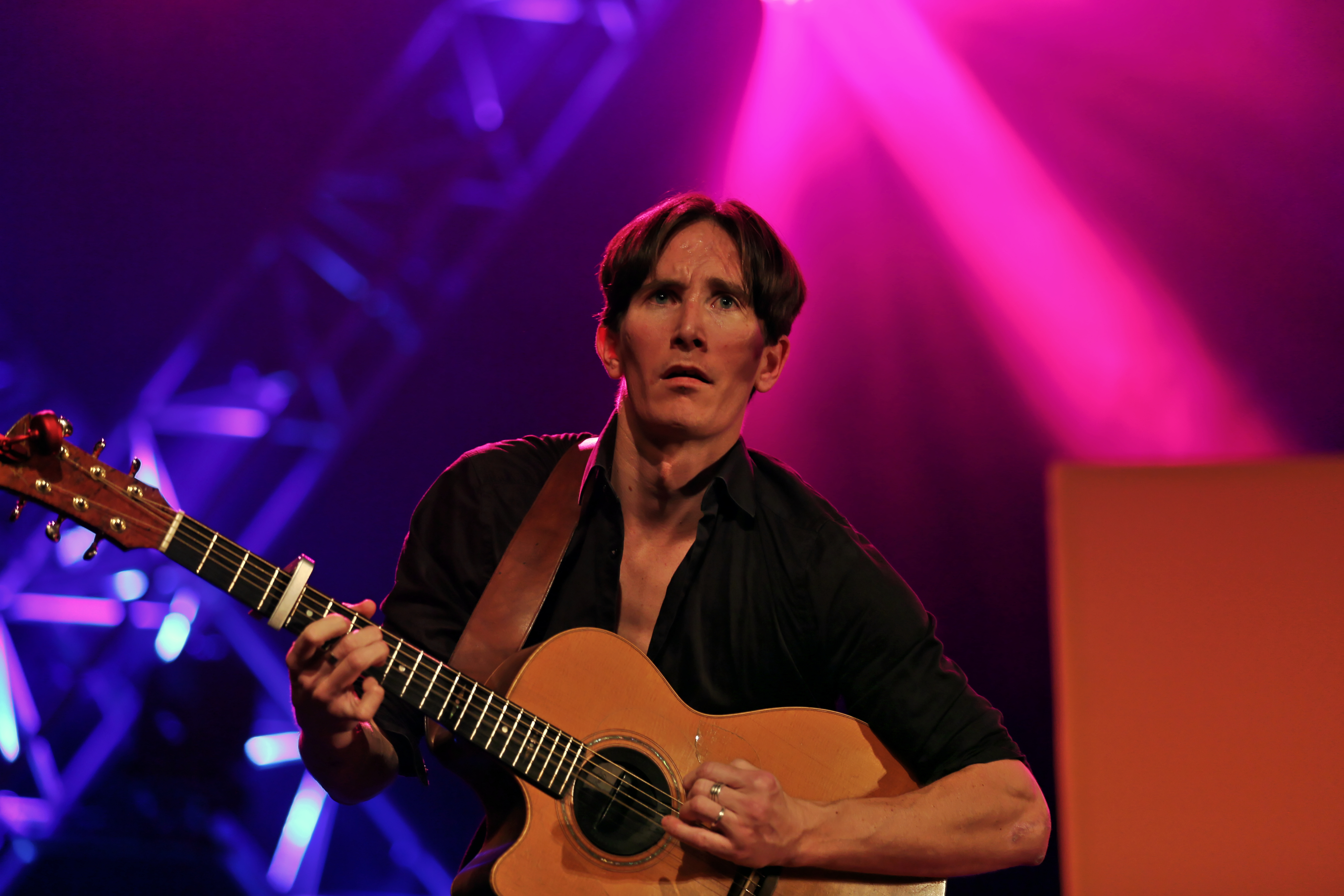
Yannick Plantec.
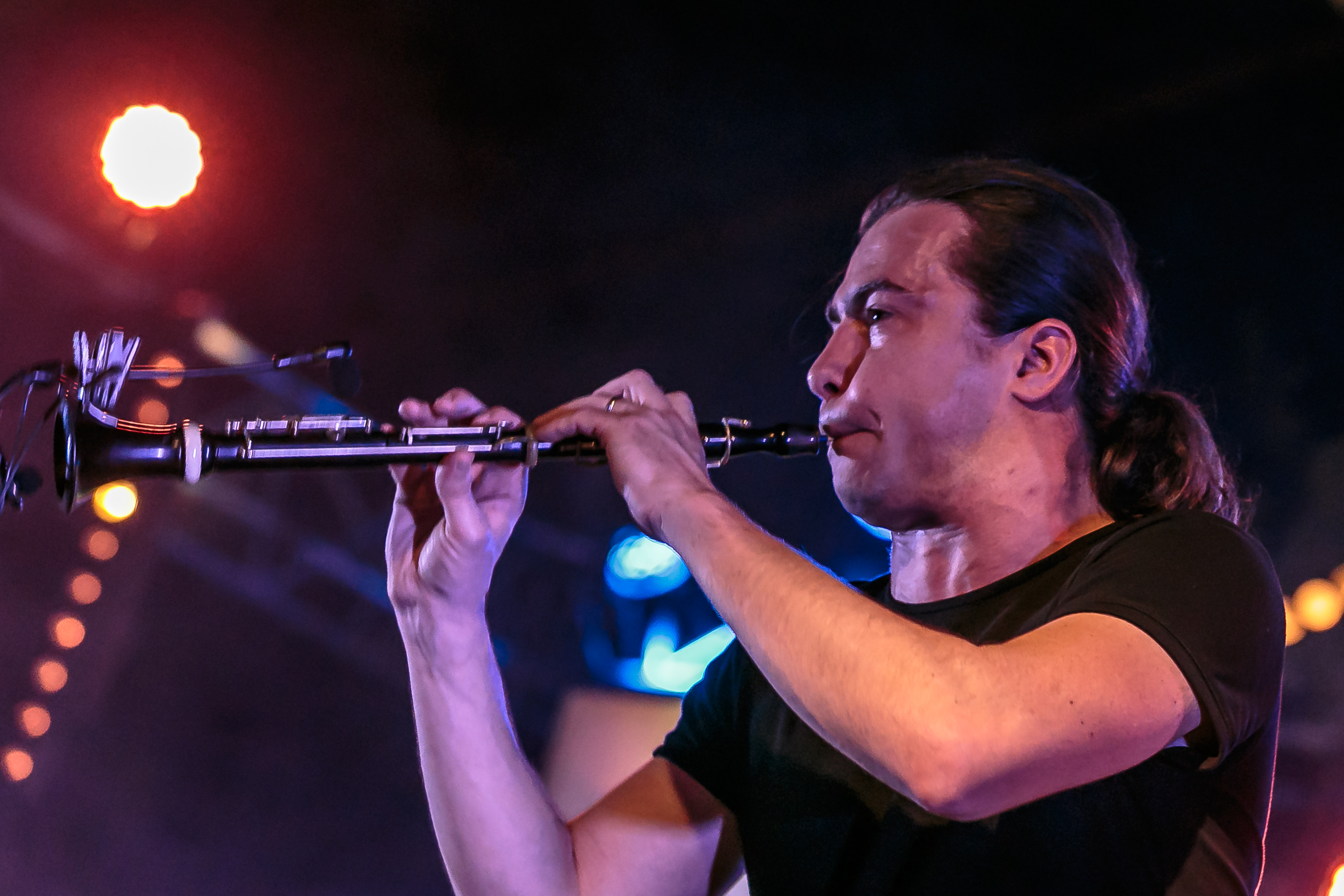
Odran Plantec.
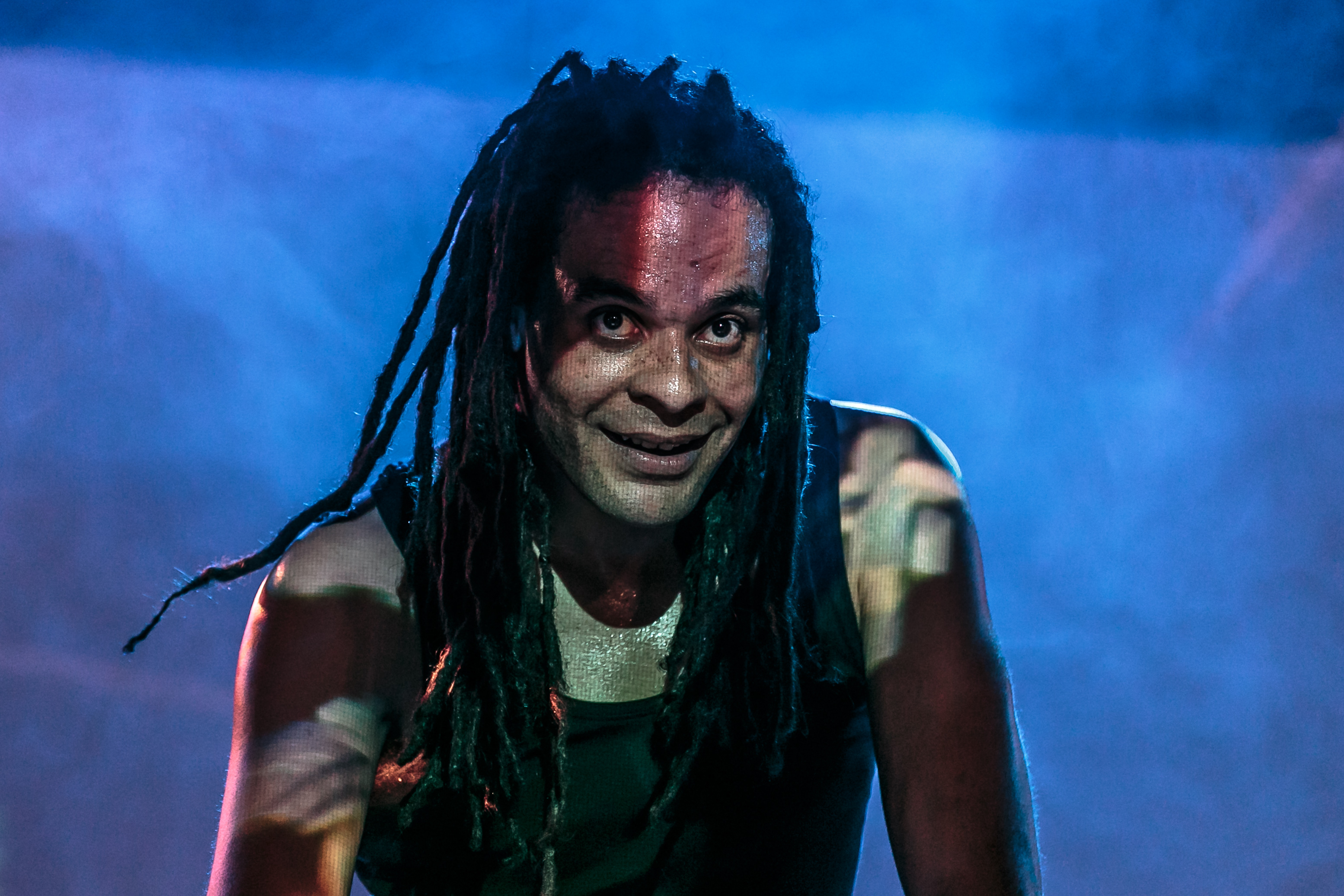
DjiBriL (Gabriel N'Dombi).

## Discographie

### Albums live
- 2018 : Live au Festival Interceltique de Lorient (Fury Breizh)| No  | Titre               | Durée |
| --- | ------------------- | ----- |
| 1.  | Red an amzer        | 6:15  |
| 2.  | Croissant de letiez | 5:06  |
| 3.  | Speedwell           | 4:57  |
| 4.  | Linelis             | 5:24  |
| 5.  | Tennder             | 7:18  |
| 6.  | Liamm               | 6:31  |
| 7.  | Koun                | 2:46  |
| 8.  | Nerzh               | 5:21  |
| 9.  | Hent ar vuhez       | 5:14  |
| 10. | No chistrou         | 6:57  |
| 11. | Hep harz            | 6:21  |
| 12. | Feulz               | 6:45  |

### Vidéographie
- Live (DVD 2009)
- Breizh Sound - Biniou for Ever, reportage de Gabrielle Culand[20], Tracks, diffusé sur Arte, décembre 2010 (extrait en ligne)
- Yaouank 2012